# أماندا ديو
أماندا ديو (بالإنجليزية: Amanda Deyo)‏ (24 أوكتوبر، 1838- 1 نوفمبر، 1917) هي كاهنة كونية أمريكية، وداعية للسلمية، ومراسلة. كانت أيضًا إحدى مؤسسات جمعيات حقوق المرأة.

## السنوات المبكرة والتعليم
وُلدت جوليا أماندا هالستيد في كلينتون، مقاطعة دوتشيز بولاية نيويورك، في 24 أكتوبر، 1838. تربت في مجتمع الكويكرز، وكانت مشاركةً نشيطةً في اجتماعاتهم على مدى سنوات. أصبحت في سن الخامسة عشر معلمة مدرسةٍ. بعد أن قضت فترة في التعليم، التحقت بالمعهد الجامعي، في بكبسي، نيويورك، الذي تخرجت منه في عام 1857.

## سيرة حياتها
تزوجت من تشارلز بي. ديو، مزارع من الهوغونوتيين، في عام 1857. ساعد زوجته في جهودها المبذولة لتحسين الإنسانية. تتكون عائلتهم من طفلتين. كانت ديو حاضرةً في واحد من احتفالات الذكرى السنوية الأولى لاتحاد السلام العالمي في مدينة نيويورك، حيث التقت لوكريشا موت، وألفريد إتش.لوف وآخرين من أصدقاء السلام. تركت بصمتها هناك باعتبارها داعمةً لمعتقدات تلك المنظمة، وأصبحت بعد ذلك داعمة ناشطة للقضية. حضرت جميع احتفالات الذكرى السنوية على امتداد الولايات المتحدة، وسافرت على نطاق واسع، وتحدثت كثيرًا عن العديد من جمعيات السلام وأسستها.
نُصبت ديو لتكون كاهنةً في الكنيسة الكونية، في عام 1885. في عام 1888، دُعيت للانضمام إلى أبرشية الكنيسة الكونية في أوكسفورد، نيويورك، باعتبارها عملت قسيسةً في بكبسي. نُصبت لاحقًا قسيسة كنيسة جميع الأرواح الكونية في سكرانتون، بنسلافينيا، وبحلول عام 1893 اختيرت بالإجماع لتكون كاهنة للكنيسة الكونية في سان دييغو، كاليفورنيا. كانت مرتبطة بشكل وثيق بالمنظمات التي تكرس نفسها لإلغاء الحرب لدرجة أنه أُطلق عليها تسمية «صانعة السلام».
كانت ديو أحد مندوبي اتحاد السلام العالمي إلى المؤتمر الدولي للسلام والمعرض العالمي عام 1889، وقدمت بعض الأعمال الفعّالة لقضية السلام. طُبع خطابها في المؤتمر ووُزّع في المعرض. كانت حاضرةً أيضًا وقدمت بحثًا في مؤتمر حقوق المرأة في باريس. مثّلت الاتحاد في مجلس النساء الذي أُقيم في واشنطن العاصمة في شهر آذار، 1888، وأُشير إلى المناسبة من خلال الدعوة إلى اجتماع كبير من أجل السلام في كنيسة أبينا حيث ألقت العديد من النساء خطابات لها. إضافة إلى عملها في القسيسية، وتبشيرها ثلاث مرات في كل سانسفي وحضورها للجنازات وحفلات الزفاف، وكانت عاملة نشيطة في قضايا الاعتدال في الشرب ومنع الكحول، وسافرت في الوقت نفسه وألقت محاضرات في ذلك الشأن ونظمت عملها. من ناحية ثانية، ركزت أقصى جهودها على أن يحل السلام محل الحرب، وعلى تذليل الصعوبات التي تظهر بشكل دائم في العائلات والأحياء والكنائس. نُظمت جمعية السلام في مقاطعة دوتشيز، أحد الفروع الكبيرة والمزدهرة لاتحاد السلام العالمي، من خلال جهودها وجهود زوجها في عام 1975 وبقيت فعّالة من خلالهم حتى جعلتها واجباتها الكهنوتية تُسلّم العمل إلى آخرين.

## حياتها الشخصية
بعد تقاعد ديو، عادت إلى إيمانه الكويكري. توفيت في 1 نوفمبر، 1917 في غلين كوف بولاية نيويورك.